# مگس‌های زنگاری
مگس‌های زنگاری (نام علمی: Psilidae) نام یک تیره از section درزداران است.